# Iglesia Planetshakers
La Iglesia Planetshakers (en inglés: Planetshakers Church) es una mega iglesia evangélica pentecostal en Melbourne, Australia. También es el nombre de la banda de la iglesia con una cantidad importante de lanzamientos de discos. La banda y la iglesia han tenido mucho éxito al haber sido nominadas por múltiples GMA Dove Awards.
Planetshakers es una de las iglesias de más rápido crecimiento de Australia, reconocida en el ámbito internacional por su música cristiana contemporánea (Planetshakers y Planetboom), y su sello discográfico Planetshakers Ministries International, cuyas canciones han sido traducidas y reinterpretadas en muchas iglesias evangélicas del mundo.
Planetshakers también consta de otros campus de iglesias en todo el mundo incluyendo: Austin, Texas, Ciudad del Cabo, Sudáfrica, Singapur, y Ginebra, Suiza.

## Historia

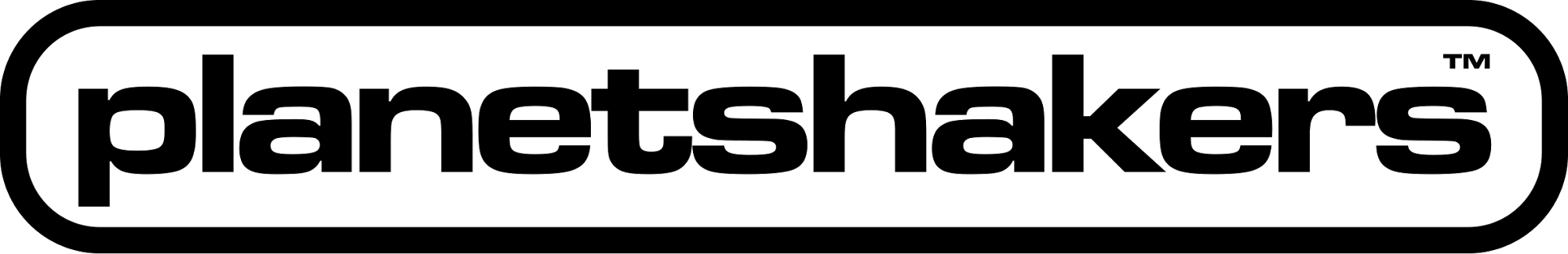

La Iglesia Planetshakers (anteriormente llamada Melbourne City Church) es una iglesia cristiana pentecostal afiliada con las Iglesias Cristianas Australianas las Asambleas de Dios en Australia.
Planetshakers comenzó como un movimiento juvenil cristiano evangélico que surgió en una conferencia y banda en 1997. La conferencia se originó dentro de Paradise Community Church ahora conocida como Influencers Church, en Adelaide South Australia. Ahora está basado en Melbourne, Australia. La iglesia comenzó cuando la banda y el ministerio se mudaron a Melbourne en 2004. Los pastores principales de la iglesia son Russell y Samantha Evans y tiene más de 21,000 miembros. Russell Evans es el hijo del pastor Andrew Evans.
Planetshakers tiene cuatro campus en Melbourne: «Ciudad», «Norte», «Nordeste», «Sudeste» y «Geelong» con cuatro campus internacionales adicionales en Suiza, Singapur, Sudáfrica y Estados Unidos. Su fundador, el pastor Russell Evans, declaró sus objetivos: "Creo que la iglesia de Dios debe ser el partido más grande en el planeta… Estamos aquí no solo para ser una iglesia local, estamos aquí para ser una iglesia global, y podemos tener la capacidad de influir en todo el planeta".

## Ministerio de Sucursales

#### Planetshakers Music
Creada como parte de la primera conferencia de Planetshakers, esta banda contemporánea de música de adoración, con más de 30 álbumes aclamados internacionalmente, la banda realiza giras anuales alrededor del mundo y ha tenido mucho éxito al haber sido nominada para múltiples GMA Dove Awards.
cuenta con 3 álbumes en español
1.-Legado
2.- Nada es imposible
3.- Se quién eres tú.

#### Planetboom
La sucursal del Ministerio de la Juventud de Planetshakers está dirigida principalmente a estudiantes de secundaria, ministrando a adolescentes a través de canales como programas escolares, campamentos juveniles y encuentros de viernes. Crearon la banda Planetboom y lanzaron los primeros cuatro sencillos en 2018. En el 2019 lanzaron su primer álbum titulado Jesus Over Everything. 